# US Open 1954 (Badminton)
Die US Open 1954 im Badminton fanden Anfang April 1954 in Niagara Falls statt.

## Finalergebnisse
| Disziplin       | Sieger                    | Finalist                        | Ergebnis            |
| --------------- | ------------------------- | ------------------------------- | ------------------- |
| Herreneinzel    | Eddy Choong               | Joe Alston                      | 15-5, 2-15, 15-13   |
| Dameneinzel     | Judy Devlin               | Margaret Varner                 | 8-11, 11-6, 11-6    |
| Herrendoppel    | Ooi Teik Hock Ong Poh Lim | Eddy Choong David Choong        | 15-1, 15-4          |
| Damendoppel     | Judy Devlin Susan Devlin  | Ethel Marshall Beatrice Massman | 10-15, 15-10, 15-13 |
| Mixed           | Joe Alston Lois Alston    | Wynn Rogers Loma Smith          | 15-10, 15-10        |
| Veteranendoppel | Wayne Schell Bob Wright   | Ken Adersoll Herpel Perkens     | 11-15, 15-6, 15-9   |